# رعد در آفتاب

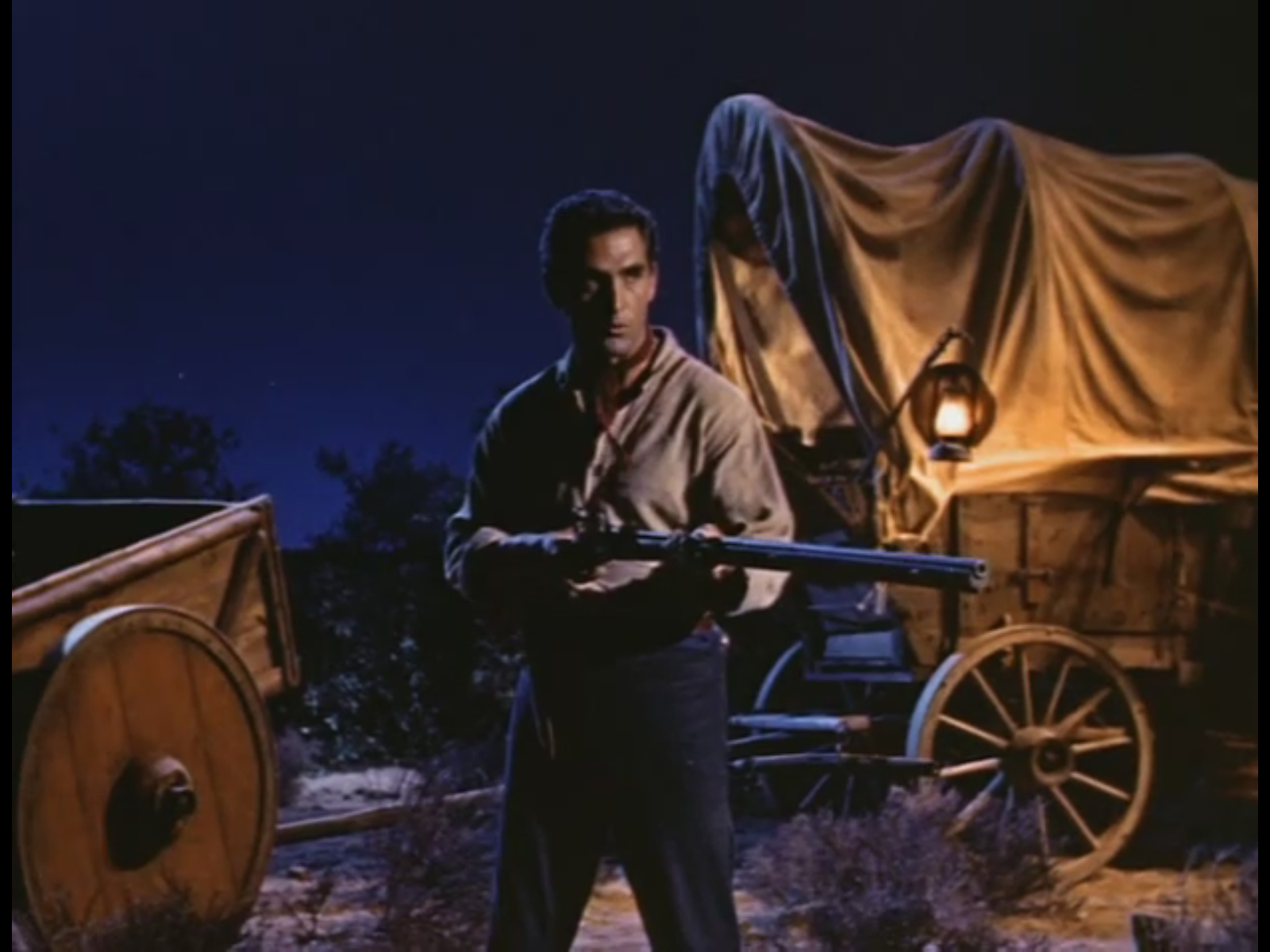
ژاک برژوراک در نقش پپه داوفین

رعد در آفتاب (انگلیسی: Thunder in the Sun) یک فیلم وسترن آمریکایی به کارگردانی راسل راوز و با بازی سوزان هیوارد و جف چندلر در سال ۱۹۵۹ است.
این فیلم خانواده‌ای از مهاجرین باسک را به تصویر می‌کشد که در پی حفظ پیشهٔ آبا و اجدادی خود در غرب وحشی هستند.

## بازیگران
- سوزان هیوارد در نقش گابریله داوفین
- جف چندلر در نقش لون بنت
- ژاک برژوراک در نقش پپه داوفین
- بلانش یورکا در نقش لوئیز دوفین
- کارل ازموند در نقش آندره دوفین
- فورتونیو بونانووا در نقش فرناندو کریستف
- برتراند کاستلی در نقش ادموند دوکت
- آلبرت کریر
- فلیکس لوچر (جان هال) در نقش دانیل
- میشل مارلی
- آلبرت ویلاشانت
- ودا ان برگ در نقش ماری